# Дё, Анатолий Васильевич
Анато́лий Васи́льевич Дё (1926, Спасск-Приморский, Дальневосточный край, СССР — ?) — звеньевой колхоза имени Димитрова (Нижнечирчикский район, Ташкентская область, Узбекской ССР), Герой Социалистического Труда (1951).

## Биография
Родился в 1926 году в городе Спасск-Приморский Дальневосточного края (ныне город Спасск-Дальний Приморского края). По национальности кореец.
В результате депортации корейцев в 1937 году его семья оказалась в Нижнечирчикском районе Ташкентской области Узбекской ССР. Окончив в 1942 году неполную среднюю школу, трудоустроился в колхозе имени Димитрова. В 1943—1946 годах служил в трудовой apмии.
Вернувшись в колхоз, в 1946—1956 годах работал звеньевым, водителем и механизатором. В 1950 году звено колхозников под его руководством получило урожай кенафа 93,1 центнера с гектара на участке 10,1 гектара.
Указом Президиума Верховного Совета СССР от 17 июля 1951 года «за получение в 1950 году высоких урожаев зеленцового стебля кенафа на поливных землях при выполнении колхозами обязательных поставок и контрактации сельскохозяйственной продукции, натуроплаты за работу МТС и обеспеченности семенами всех культур для весеннего сева 1951 года» удостоен звания Героя Социалистического Труда с вручением ордена Ленина и золотой медали «Серп и Молот».
До 1956 года трудился в колхозе водителем, механизатором. В 1957 году, после реабилитации корейцев, переехал в Сочи, работал шофёром в Хостинском автохозяйстве. Сведений о дальнейшей судьбе нет.
Награждён орденом Ленина (17.07.1951), медалями.